# Vinca
- Commons
- Wikispecies

Vinca L. é um gênero de ervas lenhosas, subarbusto, da família das apocináceas.
Suas flores podem ser nas cores azuis, vermelhas ou amarelas. 

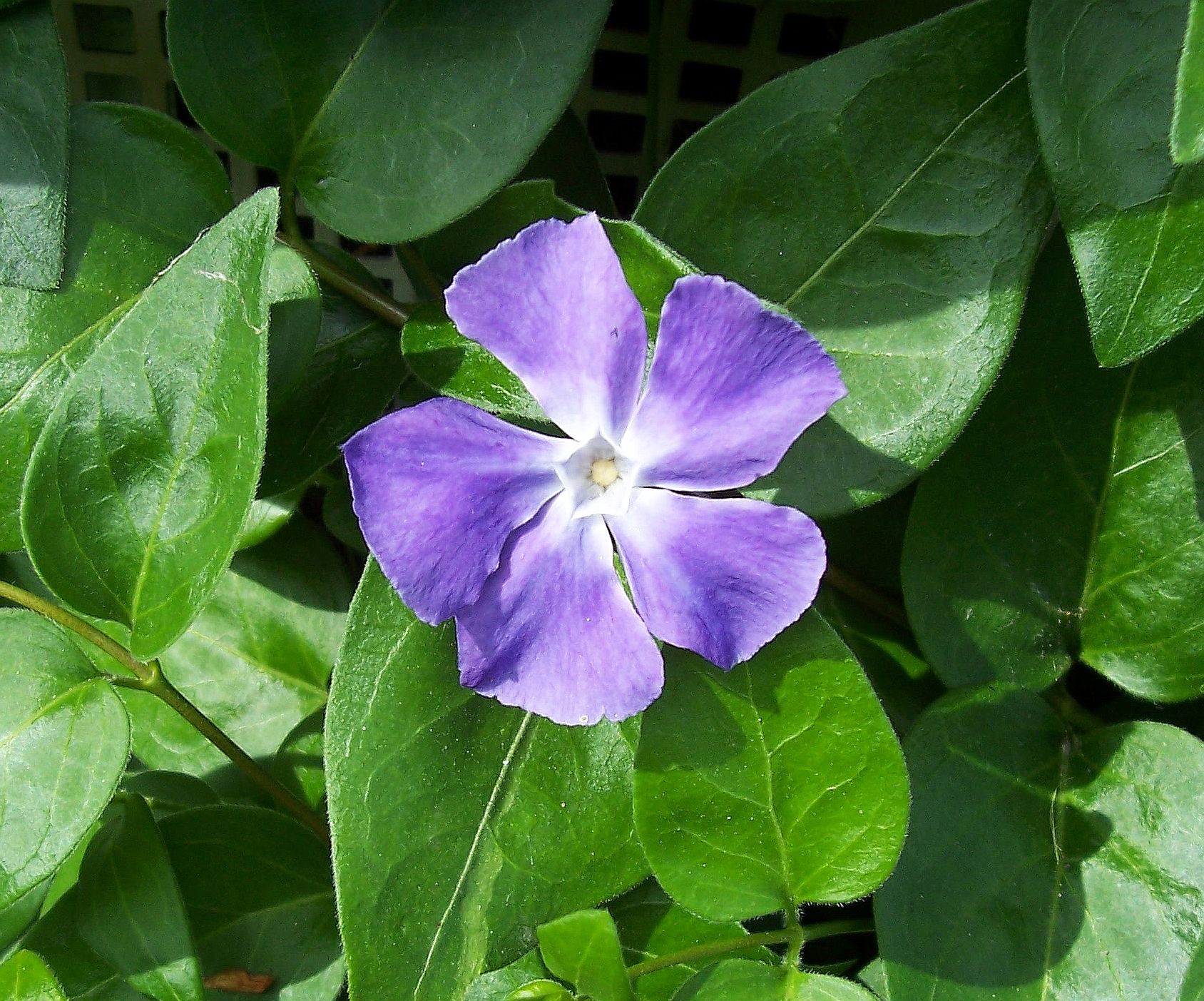

## Espécies
- Vinca difformis
- Vinca herbacea
- Vinca major
- Vinca minor
- Lista completa

## Classificação do gênero
| Sistema | Classificação                      | Referência               |
| ------- | ---------------------------------- | ------------------------ |
| Linné   | Classe Pentandria, ordem Monogynia | Species plantarum (1753) |